# Elina Benenson
Elina Benenson (Født 1986 i Tallinn, Estiske SSR, Sovjetunionen) er en estisk skuespillerinde. 

## Filmografi
- 2002 – Lilja 4-ever